# TVP ABC
TVP ABC est une chaîne de télévision thématique pour enfants de la télévision polonaise appartenant au groupe public Telewizja Polska (TVP), lancée le 15 février 2014 à 6 h 55,,.
Il s'agit d'une chaîne thématique non codée de la télévision publique polonaise. Elle est disponible dans le cadre du troisième multiplex de la télévision numérique terrestre,.

## Logotype

Du 15 février 2014 au 31 mai 2021.
À partir du 1er juin 2021[6].